# Lago Rupanco
El lago Rupanco es una masa de agua superficial ubicada en la Provincia de Osorno, Región de Los Lagos. Se localiza en las comunas de Puyehue y Puerto Octay y cuenta con una superficie de 230 km², lo que lo convierte en el segundo más extenso de la región, después del lago Llanquihue, y el séptimo a nivel nacional. 

## Ubicación y descripción
Presenta una extensión de 23 000 hectáreas y está a 70 m s. n. m. La mitad norte pertenece administrativamente a la comuna de Puyehue, mientras que la mitad sur a la comuna de Puerto Octay. Su forma es angosta y alargada alcanzando incluso los 42 kilómetros de este a oeste. A los pies de Los Andes, el lago serpentea entre las cumbres, entre las que destacan los volcanes Puntiagudo y Casablanca. Desde su ribera norte cae el salto El Calzoncillo, visible desde la playa El Islote, donde hacia el oeste corre la gran península de selva nativa y poblada por ciervos rojos presentes también en una de sus dos islas, aunque son de carácter privado donde no se permite la caza.
Sus aguas son de color azul con visibilidad de 8 a 10 m y la temperatura de la zona es de unos 9 a 22 °C en verano. 
El lago se encuentra a 52 km de Osorno y se accede a él por una ruta pavimentada. Se puede acceder al sector desde el norte por tres vías y por el sur corre un camino junto a la ribera hacia su extremo oriente. Algunas localidades que se encuentra a la ribera del lago son Pellinada, Chacay,  Piedras Negras, El Islote, El Poncho, Las Vegas y Puerto Chalupa.

## Hidrología
Los principales afluentes al lago son los ríos Gaviota, Bonito y Puleufú, que luego se vierten en el río Rahue, que en su curso medio atraviesa la ciudad de Osorno, para luego empalmar en el Bueno, gran hoya hidrográfica de la Región de Los Lagos.

## Historia
Recibe su nombre del mapudungun Reipún-ko, Agua revuelta.
Hasta la primera mitad del siglo XIX el lago era conocido como «Llauquihue». El nombre «Rupanco», propuesto en 1852 por el geógrafo Guillermo Döll para diferenciarlo del lago Llanquihue debido a las confusiones en diferentes relatos de cronistas y exploradores, empezó a utilizarse a contar de la segunda mitad del siglo XIX.
Luis Risopatrón lo describe en su Diccionario Jeográfico de Chile de 1924:: 784 
Rupanco (Lago) 40° 50' 72° 25' Tiene 92 km2 de superficie i no se le ha encontrado fondo con. 150 m de sondalesa; es de márjenes medianamente bajas especialmente en el lado S, cubiertas de algún bosque i en gran parte de colihues i quilas i presenta riberas casi verticales en su parte E, que se elevan a veces a mas de 100 m de altura i dejan rara vez una pequeña playa de arena. Recibe varias corrientes de agua que se precipitan en vistosas cascadas, principalmente en el lado N i brotan vertientes termales en las costas del rincón NE; se halla a 172 m de altitud i su desahue da nacimiento al rio Rahue. El nombre actual fué propuesto por don Guillermo Döll en 1852, para evitar las confusiones con el de Llauquihue, con el que se le conocía. 1, viii, p. 188, 197 i 203; 61. 1858, p. 83 bis; 62, I, p 51; 66, p. 29; 120, p. 60; 134; 155, p. 678; i 156; de Llauquihue en 1, xiii, p. 235 (Moraleda, 1795); 61, 1853, p. 108; i 155, p. 395; Rupanco o Llauquihue en 65, p. 274; de Llanquihue en 61, xxxii, p. 418; i 66, p. 257; Llanquihue o Rupanco en 61, 1853, p. 110 mapa; Llaiquiguee en 9, p. 183 (Martínez de Bernabé, 1782); Llabelauquen en 2, II, p. 330; i de Rahué en 62, i, p. 35.
Y las fuentes termales las describe como:
Rupanco (Vertientes termales) 40° 51' 72° 15' Se encuentran en la costa del rincón NE del lago del mismo nombre, en un lijero desplaye i fueron descubiertas en 1869; exhalan una nube de vapores i están divididas en dos grupos: uno compuesto por una serie de fuentes que vierten en la orilla i hasta un metro bajo la superficie riel agua, acusan temperaturas de hasta 67° C i son de gusto insípido, con olor sulfuroso, bastante marcado i el segundo grupo, dista algo del primero i revienta en la orilla misma de las aguas, con 91° C de temperatura. 1, viii, p. 203; 61, xxxii, p. 418; i XLVII, p. 685; i aguas termales en 85, p. 173; i 155, p. 678.
El sector oriental del lago empezó a ser colonizado a comienzos de la década de 1930, con la creación de la Colonia Agrícola Rupanco, la cual se inició con 56 colonos en 66 parcelas, que totalizaban 23 228 hectáreas.
A fines de la década de 1940 empezó a funcionar el Hotel Termas de Rupanco, ubicado en la ribera norte, en el extremo oriental del lago.
El 22 de mayo de 1960 el terremoto de Valdivia causó el desprendimiento de más de 100 millones de metros cúbicos de tierra de cerros aledaños al lago, lo que generó una ola de hasta diez metros de altura que provocó la desaparición o muerte de más de cien personas en la zona cordillerana de Gaviotas. El hotel fue arrasado por una avalancha, lo que provocó la desaparición completa de sus instalaciones, como también de once ocupantes —entre ellos la familia cuidadora del recinto— que se encontraban en el hotel al momento de la tragedia.

## Población, economía y ecología

### Flora y fauna
Su flora está compuesta por olivillos, lumas, arrayanes,[ulmo],chilcas y helechos.
Su fauna acuática está integrada por hualas, taguas, pato quetro, pato jergón, huairavo, martín pescador y cormorán. En cuanto a la avifauna, hay aves de rapiña como el chuncho común, el tiuque, el peuco, el aguilucho y el traro.
Según un informe de la Dirección General de Aguas de 2018, la evaluación actual del estado trófico del lago presenta una condición oligotrófica.

### Turismo
A nivel turístico, el lago Rupanco presenta una gran cantidad de atractivos, entre ellos sus playas y la pesca, destacando el campeonato de pesca realizado cada verano por el Club de Pesca y Caza de Osorno. En su ribera suroeste se ubica la Hacienda Rupanco, extensa área de explotación lechera. Es por esta ribera la que es recorrida casi en su totalidad por una ruta de difícil acceso, lo que ha dificultado el desarrollo de grandes proyectos turísticos pero de esta forma se ha mantenido su carácter rural. Cercano al desagüe del río Rahue se ubica el condominio Marina de Rupanco, compuesto por casas de veraneo y una dársena donde se amarran lanchas y veleros que surcan el lago en época estival.